# Khánh Sơn (huyện)
Khánh Sơn là một huyện miền núi cũ nằm ở phía tây nam tỉnh Khánh Hòa, Việt Nam. Cư dân chủ yếu là người Kinh và đồng bào dân tộc Raglai.

## Địa lý
Huyện Khánh Sơn nằm ở phía tây nam của tỉnh Khánh Hòa, có vị trí địa lý:
- Phía đông giáp thành phố Cam Ranh và huyện Cam Lâm
- Phía tây và phía nam giáp huyện Bác Ái, tỉnh Ninh Thuận
- Phía bắc giáp huyện Khánh Vĩnh và huyện Diên Khánh.

Huyện có diện tích 338,02 km², dân số năm 2015 là 23.388 người. Huyện lỵ là thị trấn Tô Hạp nằm trên tỉnh lộ 9, cách thành phố Cam Ranh 40 km về hướng tây.

## Hành chính
Huyện Khánh Sơn có 8 đơn vị hành chính cấp xã trực thuộc, bao gồm thị trấn Tô Hạp (huyện lỵ) và 7 xã: Ba Cụm Bắc, Ba Cụm Nam, Sơn Bình, Sơn Hiệp, Sơn Lâm, Sơn Trung, Thành Sơn.

## Lịch sử
Trước đây, huyện Khánh Sơn và thành phố Cam Ranh ngày nay vốn cùng một đơn vị hành chính và là một phần đất của Khánh Hòa và Ninh Thuận. Trải qua nhiều lần phân định ranh giới cho nên địa giới hành chính cũng có sự thay đổi.
Tháng 3 năm 1951, Ủy ban kháng hành chính Nam Trung bộ ra quyết định tách huyện Ba Ngòi thành 2 đơn vị hành chính: Khu vực đặc biệt Cam Ranh và huyện Khánh Sơn. Năm 1960, tách vùng ở Sông Cạn - Trại Láng trở vào Cà Rôm giao về Ninh Thuận quản lý, đồng thời nhập 2 xã Sơn Bình, Sơn Thượng của huyện Bác Ái vào huyện Khánh Sơn. Năm 1962, tách các xã Sơn Bình, Sơn Thượng, Sơn Lâm, Sơn Thành và Sơn Thái nhập vào huyện Vĩnh Sơn mới thành lập (nay thuộc huyện Khánh Vĩnh).
Tháng 11 năm 1975, nhập 2 xã Sơn Thành và Sơn Lâm vào huyện Khánh Sơn. Quyết định số 49/CP của Hội đồng Chính phủ ngày 10 tháng 3 năm 1977, nhập huyện Khánh Sơn vào huyện Cam Ranh thuộc tỉnh Phú Khánh.
Ngày 27 tháng 6 năm 1985, huyện Khánh Sơn được tái lập gồm 4 xã: Ba Cụm, Sơn Hiệp, Thành Sơn và Trung Hạp của huyện Cam Ranh đến ngày nay .
Ngày 13 tháng 9 cùng năm hội đồng bộ trưởng ban hành quyết định số 230-HĐBT. Theo đó: 
- Chia xã Ba Cụm thành 2 xã: Ba Cụm Bắc và Ba Cụm Nam
- Chia xã Trung Hạp thành 2 đơn vị hành chính: xã Sơn Trung và thị trấn Tô Hạp (thị trấn huyện lỵ)
- Chia xã Sơn Hiệp thành 2 xã: Sơn Hiệp và Sơn Bình
- Chia xã Thành Sơn thành 2 xã: Thành Sơn và Sơn Lâm.

Ngày 30 tháng 6 năm 1989, tỉnh Khánh Hòa được tái lập từ tỉnh Phú Khánh, huyện Khánh Sơn thuộc tỉnh Khánh Hòa, bao gồm 1 thị trấn và 7 xã như hiện nay.